# Carl Schindler (Mediziner)
Carl Schindler (* 14. Dezember 1875 in München; † 2. Juni 1952 ebenda) war ein deutscher Chirurg und erster ärztlicher Direktor des Klinikums Dritter Orden München-Nymphenburg. Er machte sich um das bayerische Krankenhauswesen und deren Pflegeausbildung verdient.

## Leben
Schindler war Sohn des Augenarztes Johann Schindler. Er studierte an den Universitäten von München und Wien und erhielt nach seinem Studienabschluss 1899 seine praktische Ausbildung an der Poliklinik in München, an der er dann auch weiter als Chirurg tätig war. Weiter vertiefte er seine Kenntnisse an den Kliniken in Bonn, Berlin, Bern und Wien. Nachdem er 1905 die Münchner Poliklinik verlassen hatte, eröffnete er am Spital der  Georgi-Ritter in München-Nymphenburg 1906 eine erste chirurgische Abteilung. 1907 erfolgte seine Ernennung zum Chefarzt des Georgi-Ritter-Krankenhauses. Dort reformierte er die Schwesternausbildung, wobei er insbesondere den Praxisanteil erhöhte.
Schindler kam 1911 als ärztlicher Direktor an das Klinikum Dritter Orden, das unter seiner Leitung seine heutige Bedeutung erlangen konnte. Bereits ab 1910 war er im Vereinsausschuss, der die Klinik leitete und von Beginn in den Klinikneubau 1911/1912 involviert. So sorgte er beispielsweise für die Einrichtung eines der ersten aseptischen operationssäle in München. Das Klinikum wurde über die Landesgrenzen hinaus bekannt. Er blieb als ärztlicher Direktor bis zu seinem Tod 1952 und leitete damit das Klinikum über 40 Jahre. Währenddessen fungierte er von 1912 bis 1940 zugleich als Chefarzt der Chirurgischen Klinik und von 1912 bis 1949 als Ärztlicher Schulleiter der an das Klinikum angeschlossenen Krankenpflegeschule. In den Zeiten des Ersten Weltkrieges leistete er zunächst Stabsarzt, dann als Oberstabsarzt Dienst, und baute ein großes Lazarett auf dem Klinikumsgelände auf. Nach dem Ersten Weltkrieg, zum 27. Januar 1920, erhielt die Krankenpflegeschule die staatliche Anerkennung. Aufgrund des von Schindler etablierten Lehr- und Prüfungsplanes gilt er als einer der Vätern der systematischen Pflegeausbildung in Bayern. 11937 gelang ihm eine erneute Erweiterung des Klinikums, das zur Versorgung der Patienten eine eigene Landwirtschaft und Wurstfabrikation besaß.
Schindler trat ab 1912 als hervorragender Chirurg auf dem Gebiet der Schilddrüse in Erscheinung. Ebenso sein wissenschaftliches Wirken entfaltete sich insbesondere auf diesem Gebiet, wobei er unter dem Einfluss von Theodor Kocher stand. Daneben tat er sich auch in der Tuberkulosebekämpfung hervor. Außerdem trat er in den Jahren 1917 bis 1933 häufig gutachterlich in Erscheinung. Dadurch konnte er auch Einfluss auf die damalige bayerische Gesetzgebung bezüglich der Krankenversorgung gewinnen.
Schindler wurde am 29. April 1939 Honorarprofessor der Münchner Universität und unter anderem mit dem Titel Geheimer Sanitätsrat geehrt. Außerdem soll er den letzten Orden aus der Hand des bayerischen Königs Ludwig III. erhalten haben, wobei er selbst keinen Wert auf Titel und Ehrungen gelegt haben soll.
Schindler war 1938 erstmals Vorsitzender der Vereinigung der Bayerischen Chirurgen. Nach dem Zweiten Weltkrieg initiierte er 1948 die Neugründung und war deren erster Vorsitzender. 1947 gründete er die Arbeitsgemeinschaft für das Krankenhauswesen, aus der sich 1950 die Bayerische Krankenhausgesellschaft entwickelte. Letztere ernannte Schindler zu ihrem Ehrenvorsitzenden.
Schindler wurde auf dem Westfriedhof München beigesetzt.